# پناهگاه (کتاب)
پناهگاه (آلمانی: Die Katakombe)، که با عنوان پناهگاه برلین هم به‌چاپ رسیده‌است، اثری از روزنامه‌نگار آمریکایی جیمز پی. او دانل و روزنامه‌نگار آلمانی او بانسن است. این کتاب دربارهٔ تاریخچهٔ فورربونکر در سال ۱۹۴۵ و آخرین روزهای آدولف هیتلر نوشته شده‌است. ترجمهٔ انگلیسی این کتاب نخستین بار در سال ۱۹۷۸ منتشر شد. با این وجود، بر خلاف دیگر آثار او دانل، او زمان قابل‌توجهی روی دیگر ساکنان با شهرت کمتر پناهگاه فورربونکر گذاشت.
در سال ۱۹۸۱، شبکهٔ سی‌بی‌اس مجموعه‌ای اقتباسی از روی این کتاب را با نام مشابه کتاب پخش کرد.